# 宋晉
宋晉（1803年1月19日—1874年），字錫蕃，號雪帆，江蘇溧陽人，清朝咸丰、同治年間政治人物，歷任翰林院編修、侍讀學士、光祿寺卿、禮部侍郎、內閣學士、戶、工二部侍郎等職。